# إرلوتينيب
هيدروكلوريد الإرلوتينيب (بالإنجليزية: Erlotinib hydrochloride) هو دواء يُستعمل لعلاج سرطان الرئة بغير الخلايا الصغيرة وسرطان البنكرياس وأنواعٍ أُخرى متعددة من السرطان. يعمل كمثبط لمستقبلة التيروسين كيناز، والذي يعمل على مستقبل عامل نمو البشرة.